# Arctosa bogotensis
Arctosa bogotensis este o specie de păianjeni din genul Arctosa, familia Lycosidae. A fost descrisă pentru prima dată de Keyserling, 1877.
Este endemică în Columbia. Conform Catalogue of Life specia Arctosa bogotensis nu are subspecii cunoscute.